# Hall in Tirol
Hall in Tirol är en stad och kommun i förbundslandet Tyrolen i Österrike. Kommunen har 14 755 invånare (2024), på en yta av 5,54 km². Staden ligger vid floden Inn. Det är en gammal handels- och saltstad.
Redan på romartiden gick trafiken norr/söder här. Namnet Hall kommer av grekiska ordet för salt – hal – och genom tiderna har det åtråvärda saltet skeppats ut via Inn till Donau – den europeiska moderfloden.
Redan på 1200-talet tog saltbrytningen sin början i den närbelägna gruvan och handelsstaden utvecklades under hela medeltiden. År 1477 lät hertig Ferdinand II etablera ett myntslageri i stadens skyddande borg; Hasegg. Här introducerades 1486 myntet Taler, som stått förebild för såväl dollar som den nordiska dalern. Mynttillverkningen upphörde 1809.
Staden har en välbevarad och pittoresk Altstadt – "gamla stan" – innanför den numera delvis rivna stadsmuren.
I den närbelägna staden Wattens ligger Swarowskifabriken som är en välrenommerad tillverkare av kristaller och optiska enheter såsom kikare och teleskop.

## Indelning
Kommunen består av två orter (Ortschaften) (inom parentes invånarantal 1 januari 2024):
- Hall in Tirol (14 135)
- Heiligkreuz (620)